# Onkyo
Onkyo Corporation (オンキヨー株式会社 Onkyō Kabushiki-gaisha) er en japansk elektronikvirksomhed med hovedkvarter i Osaka. De er specialiserede i hjemmebiografer og lydsystemer, hvilket inkluderer AV-modtagere, surroundsound og bærbare enheder.
Osaka Denki Onkyo blev etableret af Takeshi Goda i 1946, mens han arbejdede på Matsushita Electric.